# Wrightington Bar
Wrightington Bar – wieś w Anglii, w hrabstwie Lancashire, w dystrykcie West Lancashire. Leży 36 km na północny zachód od miasta Manchester i 292 km na północny zachód od Londynu.